# دو کیونگ-سو
دو کیونگ سو (کره‌ای: 도경수؛ زادهٔ ۱۲ ژانویهٔ ۱۹۹۳) که با نام هنری دی. او (انگلیسی: D.O.) شناخته می‌شود، خواننده و بازیگر اهل کره جنوبی است. او عضو و یکی از خواننده‌های اصلی گروه چینی-کره‌ای اکسو است.

## زندگی
دی.اُ. در ۱۲ ژانویهٔ ۱۹۹۳، در شهر گویانگ استان گیونگی-دو کره جنوبی زاده شد.

وی در سال ۲۰۱۰ و پس از برگزیده شدن در یکی از مسابقات استانی، در آزمون ورودی اس. ام. اینترتینمنت شرکت کرد و به مدت ۲ سال، دورهٔ کارآموزی خود را گذراند.

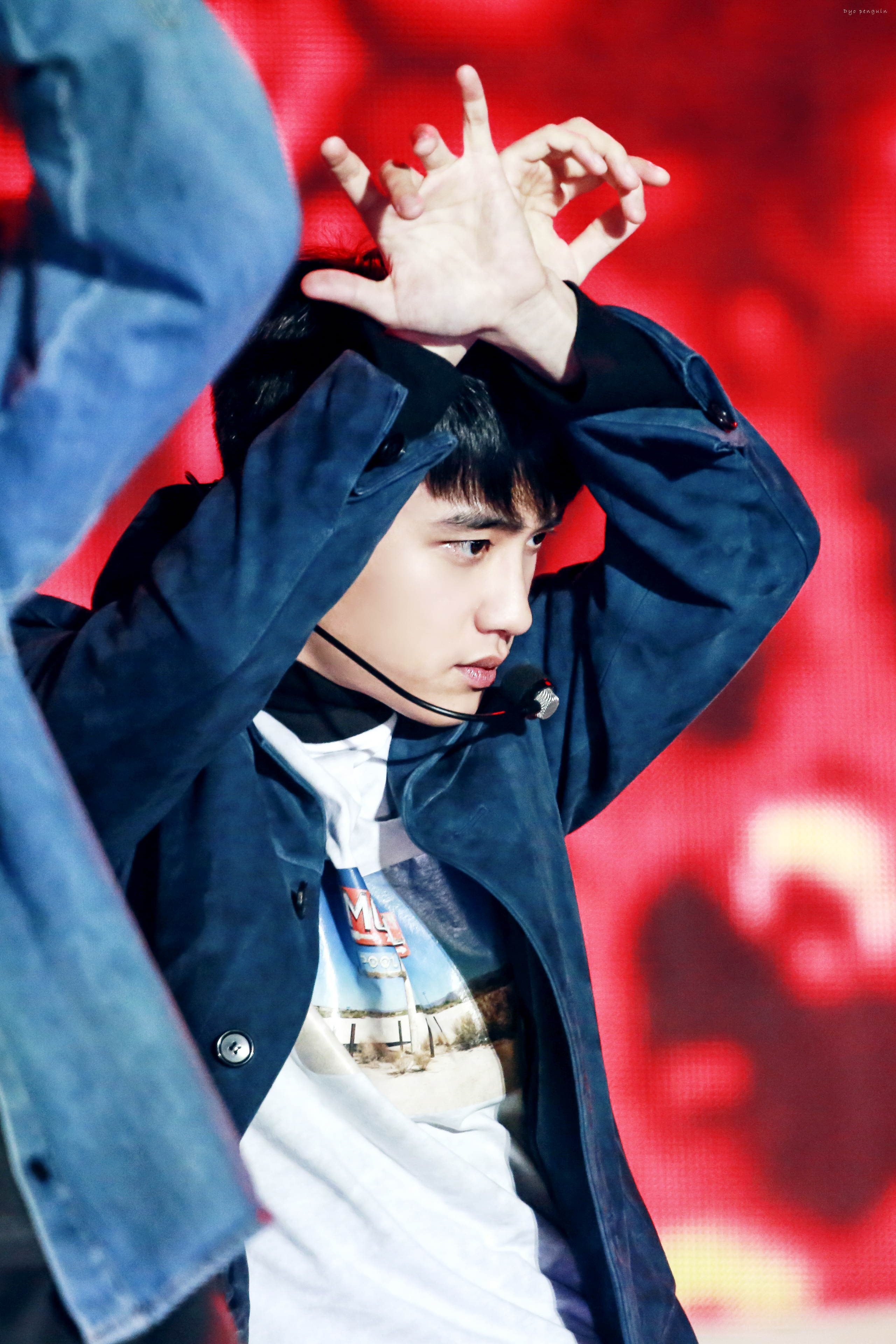
دی.او. درحال اجرا به‌همراه اکسو در جشنوارهٔ وان آسیای بوسان، ۲۰ اکتبر ۲۰۱۸

## حرفه

### اکسو
دی.اُ. هشتمین عضو اکسو بود که در ۳۰ ژانویهٔ ۲۰۱۲، به‌طور رسمی معرفی شد و در حال حاضر نیز یکی از خوانندگان اصلی این گروه است.
در ژوئیهٔ ۲۰۱۳، در ترانهٔ «خداحافظ تابستون» از آلبوم «نوار صورتی» گروه اف(ایکس)، هم‌خوانی کرد.
در دسامبر ۲۰۱۳، دی.اُ. به‌همراه بک‌هیون و چن، ترانهٔ «معجز در دسامبر» را منتشر نمود.
وی در سال ۲۰۱۴، ترانهٔ تکی خود را با عنوان «به من بگو عشق چیست»، در اولین تور کنسرت اکسو «سیارهٔ اکسو: سیارهٔ گم‌شده»، اجرا کرد.

### فعالیت‌های انفرادی
دی.اُ. اولین سابقهٔ بازیگری خود را در فیلم «ارّابه» تجربه کرد. این فیلم نخستین بار، در جشنواره فیلم تورنتو ۲۰۱۴ به نمایش درآمد. او همچنین ترانهٔ «فریاد» را به‌عنوان موسیقی متن فیلم خواند.
وی سپس در مجموعه تلویزیونی «مشکلی نیست، این عشقه» به ایفای نقش پرداخت، که این مجموعه از شبکهٔ اس‌بی‌اس بر روی آنتن رفت. دی.اُ. به‌دنبال نقش‌آفرینی در این سریال، نامزد دریافت جوایز «بهترین بازیگر نوظهور» و «محبوب‌ترین بازیگر»، از ۵۱اُمین جشنوارهٔ جوایز پک‌سانگ شد.
او در سال ۲۰۱۸، در سریال تاریخی شاهزاده صد روزه من به ایفای نقش پرداخت.
دی.او. در ۱ ژوئیهٔ ۲۰۱۹، خدمت سربازی خود را آغاز کرد و در ۲۵ ژانویه ۲۰۲۱ خدمت او پایان یافت. 
نخستین آلبوم چندآهنگهٔ دی.او. با عنوان همدلی، در ۲۶ ژوئیه منتشر شد و تک‌آهنگ لید آن «رز» بود.

## ترانه‌شناسی
| عنوان                                      | سال  | بالاترین موقعیت در جدول | بالاترین موقعیت در جدول | بالاترین موقعیت در جدول | آلبوم                         |
| عنوان                                      | سال  | گائون                   | بایدو                   | بیلورد کی-پاپ           | آلبوم                         |
| ------------------------------------------ | ---- | ----------------------- | ----------------------- | ----------------------- | ----------------------------- |
| «خانوادهٔ عزیز من» (به‌همراه اس‌ام تاون)      | ۲۰۱۲ | —                       | —                       | —                       | موسیقی متن اینجانب.           |
| «خداحافظ تابستون» (اف(ایکس) به‌همراه دی. اُ) | ۲۰۱۳ | ۷                       | ۱۷                      | ۲۶                      | نوار صورتی                    |
| «فریاد کشیدن»                              | ۲۰۱۴ | ۲۲                      | —                       | *                       | موسیقی متن ارابه              |
| «به من بگو عشق چیست»                       | ۲۰۱۴ | ۴۴                      | —                       | *                       | اکسولوژی فصل اول: سیارهٔ گم‌شده |
| «That's okay»                              | ۲۰۱۹ | ۱۲                      | —                       | ۱۹                      | اس‌ام استیشن فصل ۳             |

## فیلم‌شناسی

### فیلم
| سال  | عنوان                    | نقش              | توضیحات  |
| ---- | ------------------------ | ---------------- | -------- |
| ۲۰۱۴ | ارابه                    | چوی ته یونگ      | نقش مکمل |
| ۲۰۱۶ | عشق پاک                  | بوم شیل          | نقش اصلی |
| ۲۰۱۶ | برادر مزاحم من           | گو دو یونگ       | نقش اصلی |
| ۲۰۱۷ | اتاق شماره ۷             | ته جونگ          | نقش مکمل |
| ۲۰۱۷ | همراه با خدایان: دو جهان | وون دونگ یون     | نقش مکمل |
| ۲۰۱۸ | Swing Kids               | رو کی سو         | نقش اصلی |
| ۲۰۱۹ | Underdog                 | مونگ‌چی (صداپیشه) | نقش اصلی |

### مجموعه تلویزیونی
| سال  | عنوان               | نقش             | شبکه      | توضیحات         |
| ---- | ------------------- | --------------- | --------- | --------------- |
| ۲۰۱۴ | مشکلی نیست این عشقه | هان کانگ وو     | اس‌بی‌اس    | نقش مکمل        |
| ۲۰۱۵ | همسایه بغلی اکسو    | دی.اُ.           | ناور تی‌وی | نقش اصلی        |
| ۲۰۱۵ | سلام هیولا          | لی جون یونگ     | کی‌بی‌اس۲   | قسمت ۱–۲، ۸، ۱۰ |
| ۲۰۱۷ | مثبت باش            | هوان دونگ       | اس بی اس  | نقش اصلی        |
| ۲۰۱۸ | شاهزاده صد روزه من  | یی یول (ولیعهد) | تی وی ان  | نقش اصلی        |
| ۲۰۲۲ | دادستان بد          | جین جونگ        | کی‌بی‌اس۲   | نقش اصلی        |